# Klar signal
Klar signal (franska: La Bataille du rail) är en fransk dramafilmfrån 1946 i regi av René Clément.

## Utmärkelser
René Clément vann Prix de la mise en scène vid Filmfestivalen i Cannes 1946. Klar signal vann Syndicat Français de la Critique de Cinéma et des Films de Télévisions pris för bästa film 1947.

## Rollista i urval
- Charles Boyer - berättare (ej krediterad)
- Jean Clarieux - Lampin
- Jean Daurand - Louis
- Lucien Desagneaux - Athos
- Tony Laurent - Camargue
- Robert Leray - stins
- Fernand Rauzéna - tågsamordnare
- Léon Pauléon - järnvägstjänsteman
- Marcel Barnault - järnvägsarbetare
- François Joux - järnvägsarbetare